# Publications of the Musical Antiquarian Society
Publications of the Musical Antiquarian Society ist eine Reihe von Werken der frühen englischen Komponisten, die in der Mitte des 19. Jahrhunderts in London (Chappell 1840–48) erschien. Sie umfasst 19 nichtnumerierte Bände. Neben den Bänden gibt es auch zu einigen Bänden Klavierausgaben. Die Reihe wurde für die Mitglieder der Musical Antiquarian Society gedruckt.
Die Herausgeber waren Mitglieder der Gesellschaft, zu ihnen gehörten unter anderem Edward F. Rimbault, Sir George Smart, G. Alex McFarren, Edward J. Hopkins, Edward Taylor und William Chappell.

## Inhaltsübersicht
- 1. William Byrd: Mass for 5 voices (1553–1558).
- 2. John Wilbye: First Set of Madrigals for 3 to 6 voices (1598).
- 3. Orlando Gibbons: Madrigals & Motets for 5 voices (1612).
- 4. Henry Purcell: Dido & Aeneas. Tragic Opera (1675).
- 5. Thomas Morley: First Set of Ballets for 5 voices (1595).
- 6. William Byrd: Book I of Cantiones Sacrac for 5 voices (1589).
- 7. Henry Purcell: Music for „Bonduca“ a tragedy altered from Beaumont & Fletcher (1695) (Contains a historical sketch of early English dramatic music).
- 8. Thomas Weelkes: First Set of Madrigals for 3 to 6 voices (1597).
- 9. Orlando Gibbons: Fantasies in Three Parts for Viols.
- 10. Henry Purcell: King Arthur. Opera in 5 acts. First Printing.
- 11. Thomas Este (publisher) - The Whole Book of Psalms harmonized in 4 parts by the principal musicians of the Reign of Elizabeth (1592).
- 12. John Dowland: First Set of Songs in 4 parts (1597).
- 13. John Hilton: Ayres or Fa Las, for 3 voices (1627).
- 14. Collection of Anthems for Voices and Instruments by Composers of the Madrigalian Era. Scored from a set of  ancient MS part books formerly in the Evelyn Collection. (Composers are Este, Forde, Weelkes, and Bateson.)
- 15. John Bennet: Madrigals for 4 voices (1599).
- 16. John Wilbye: Second Set of Madrigals for 3 to 6 voices (1609).
- 17. Thomas Bateson: First Set of Madrigals for 3 to 6 voices (1604).
- 18. Parthenia; or, the first musick ever printed for the virginals, etc. Works by Byrd, Bull, and Gibbons.
- 19. Henry Purcell: Ode to St. Cecilia’s Day (1692).